# Sông Gambia

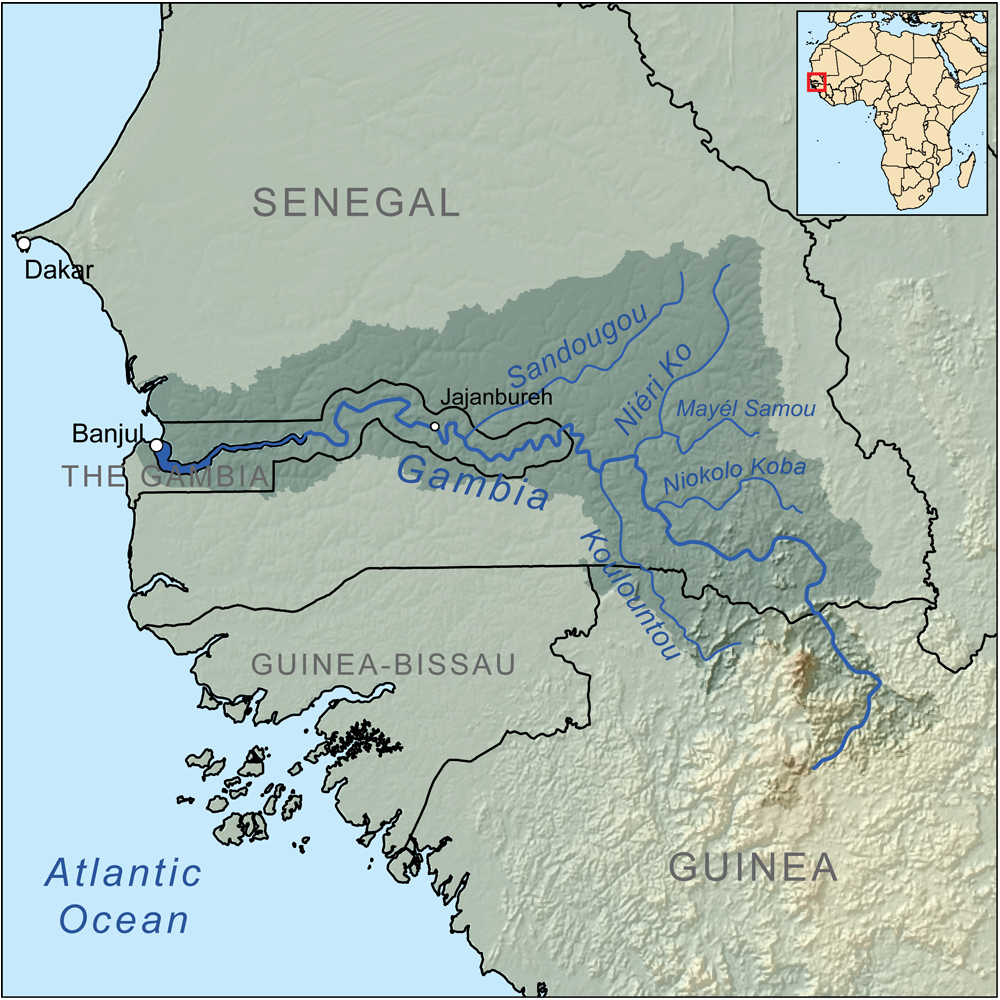
Bản đồ lưu vực sông Gambia

Sông Gambia là một sông chính tại Tây Phi, có chiều dài 1.130 kilômét (700 mi) từ cao nguyên Fouta Djallon ở phía bắc Guinea và chảy về phía tây qua Sénégal và Gambia rồi đổ ra Đại Tây Dương ở thành phố Banjul, thủ đô của Gambia. Tàu bè có thể đi lại trên một nửa chiều dài của sông.
Dòng sông này có liên chặt chẽ với Gambia, quốc gia nhỏ nhất tại đại lục châu Phi và chỉ bao gồm một nửa hạ du của sông cùng vùng đất hai bờ sông.
Từ Fouta Djallon, sông chảy theo hướng tây bắc vào vùng Tambacounda của Sénégal, nơi nó chảy qua vườn quốc gia Niokolo-Koba, sau đó hợp lưu với Nieri Ko và Koulountou trước khi tiến vào Gambia tại Fatoto. Tại điểm này, sông có hướng chung là phía tây, song có nhiều khúc uốn với các hồ móng ngựa. Khoảng 100 km từ cửa sông, lòng sông dần được mở rộng và rộng đến trên 10 km tại nơi giáp với biển.
Gần cửa sông, gần Juffure, là đảo James, một nơi từng được sử dụng để buôn bán nô lệ và đã được UNESCO công nhận là một Di sản thế giới.
Quần thể động vật nước ngọt tại lưu vực sông Gambia có quan hệ chặt chẽ với lưu vực sông Sénégal, và cả hai thường được gộp thành một vùng sinh thái suy nhất được gọi là vùng lưu vực Senegal-Gambia. Mặc dù có sự phong phú về loài ở mức cao trung bình, chỉ có ba loài ếch và cá là loài đặc hữu của vùng này.
- Sông Gambia tại vườn quốc gia Niokolo-Koba
- Đoạn phía tây của sông Gambia nhìn từ không gian
- Ngư dân trên sông Gambia
- Thuyền trên sông Gambia